# Poul Svendsen
Poul Svendsen (danès: Poul Verner Svendsen)  (Copenhaguen, 21 d'abril de 1927 - Frederiksværk, 2 de gener de 2024) és un remer danès, ja retirat, guanyador d'una medalla olímpica.
El 1952 va prendre part en els Jocs Olímpics d'Estiu de Hèlsinki, on guanyà la medalla de bronze en la prova del dos amb timoner del programa de rem. Formà equip amb Svend Pedersen i Jørgen Frantzen.